# هیروشی آندو
هیروشی آندو (انگلیسی: Hiroshi Ando؛ زادهٔ ۱۳ ژوئن ۱۹۶۵) کارگردان اهل ژاپن است. از فیلم‌های وی می‌توان به آبی اشاره کرد.